# میمون
میمون یا بوزینه و به فارسی افغانستان شادی، نامی عمومی برای اشاره به گونه‌ها یا گروه‌هایی از پستانداران راستهٔ نخستی‌سانان است. میمون‌مانندهای نخستی در آمریکای جنوبی در گذار نود میلیون سال به ردهٔ پَخ‌بینیان (مارموست‌ها، میمون‌های عنکبوتی) تکامل و فرگشت یافته‌اند. میمون‌های جهان قدیم مسیر متفاوت و پرثمرتری را پیموده‌اند که نخستین گام آن پیدایش ردهٔ راست‌بینیان از جمله ماکاک‌ها و بابون‌ها بود.
بسیاری از میمون‌ها درخت‌پیما هستند و برخی از آن‌ها مانند انتر دم‌کوتاه (بابون‌ها) در بیشتر زمان‌ها روی زمین هستند. میمون‌های راست‌بینی از باهوش‌ترین جانوران هستند. بیشتر میمون‌ها روزگرد هستند ولی برخی گونه‌ها نیز شب‌گرد بوده و شب‌ها به فعالیت می‌پردازند. لمورها، چشم‌گردها و شب دوست‌ها گرچه جزو نخستی‌ها هستند اما میمون نبوده و تفاوت‌های زیادی با آن‌ها دارند.

## ویژگی‌ها
میمون‌ها از نظر اندازه و وزن تفاوت‌های زیادی دارند. مارموست کوتوله طولی در حدود ۱۲ سانتی‌متر و وزنی معادل ۱۰۰ گرم دارد. در حالی که مندریل‌ها حدود یک متر طول و ۳۶ کیلوگرم وزن دارد. نوع تغذیه در گونه‌های مختلف تفاوت داشته اما معمولاً شامل میوه‌ها، دانه‌ها، برگ درختان و سایر مواد گیاهی و همچنین تخم و گوشت سایر جانداران و حشرات است. بیشتر میمون‌های جهان جدید دم‌های بلندی دارند اما میمون‌های جهان قدیم دم‌های کوتاهی داشته یا بدون دم هستند.
میمون‌های جهان قدیم دید رنگی دارند و در مقابل میمون‌های جهان جدید توان تفکیک سه یا دو رنگ را داشته و میمون‌های شب تنها یک رنگ را تشخیص می‌دهند. برخلاف لمورها، تمامی میمون‌ها بدون سبیلک بوده و دارای یک نوک پستان هستند. چشم‌ها در جلوی چهره قرار دارد اما حالت چهره در گروه‌های مختلف میمون‌ها کاملاً متفاوت است.

## طبقه‌بندی

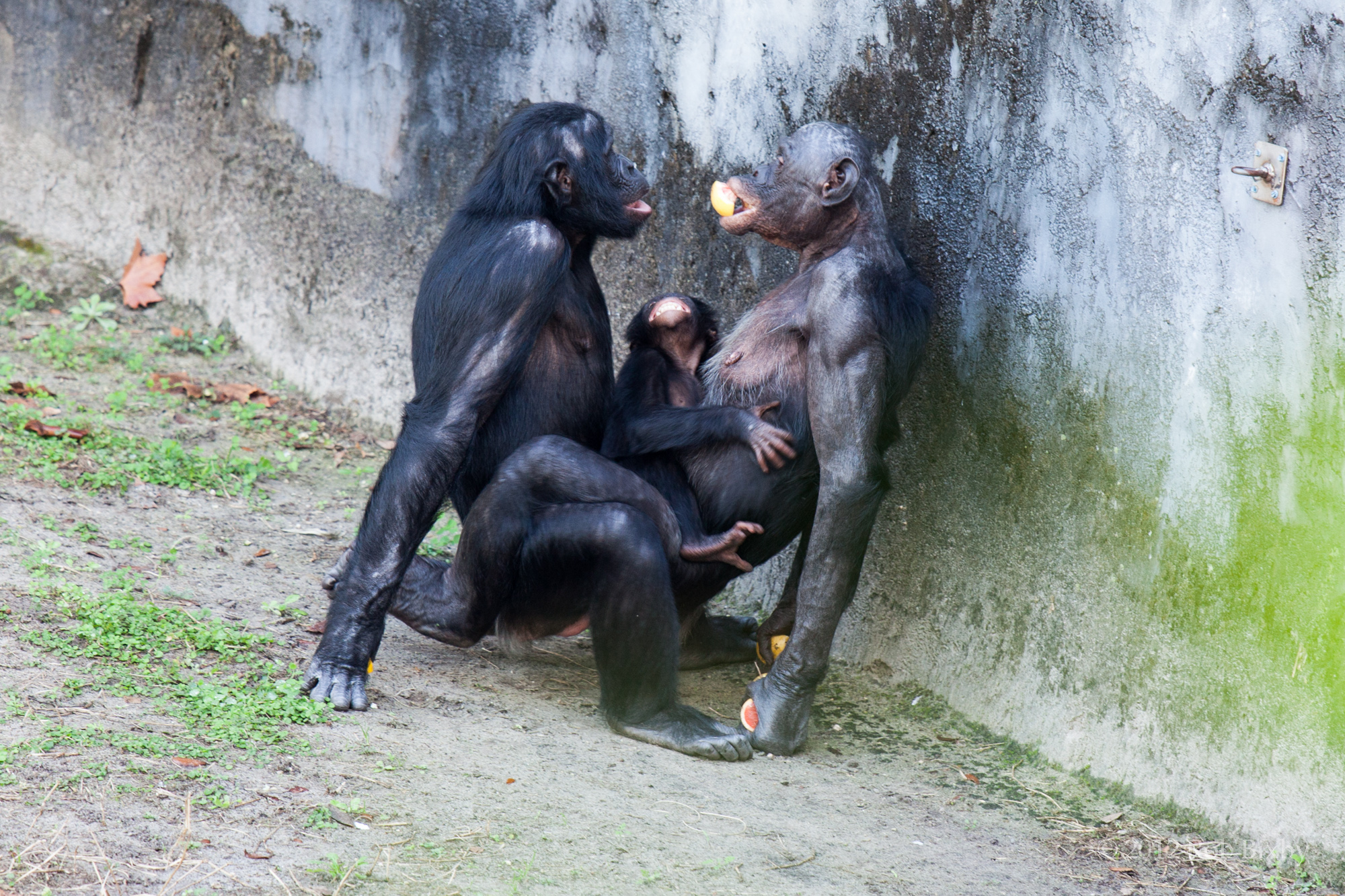
جفت‌گیری بونوبوها

تمامی میمون‌ها در کنار لمورها عضو راستۀ بزرگ نخستی‌سانان هستند و به همراه شبگردان هندی و کپی‌ها زیرراستهٔ خشک‌بینیان را تشکیل می‌دهند. فروردۀ میمونان دربر گیرندۀ دو گروه پخ‌بینیان یا میمون‌های بر جدید و راست‌بینیان می‌باشد.
میمون‌های جهان جدید
این گروه از میمون‌ها شامل ۵ خانواده هستند.
1. میمون‌های پنجه‌ای: دارای ۴۲ گونه بوده و شامل تامارین‌ها و مارموست‌ها هستند.
2. میمون‌های شنل‌پوش: دارای ۱۴ گونه بوده و شامل شنل‌پوشیان و خزمیمون‌ها هستند.
3. میمون‌های شب: دارای ۱۱ گونه هستند.
4. لخت‌صورتان: دارای ۴۱ گونه بوده و شامل میمون تی‌تی‌، ساکی‌ها و یوآکاری‌ها هستند.
5. عنکبوتی‌میمونان: دارای ۲۴ گونه بوده و شامل میمون‌های جیغ‌کش، میمون‌های عنکبوتی و میمون‌های پشمالو هستند.

## میمون در فضانوردی
نخستین میمونی که به فضا پرتاب شد، در سال ۱۹۴۹ توسط ایالات متحده آمریکا و بر روی موشک V-2 به ارتفاع ۱۳۴ کیلومتر از سطح زمین رسید. این میمون در مسیر بازگشت، به دلیل باز نشدن چتر نجات کشته شد.
تا کنون پنج دولت ایالات متحده آمریکا، اتحاد شوروی، فرانسه، آرژانتین و ایران میمون به فضا پرتاب کرده‌اند.